# Błozew Górna
Błozew Górna (ukr. Болозів) – wieś w rejonie samborskim (wcześniej w rejonie starosamborskim) obwodu lwowskiego Ukrainy, nad Błozewką. Wieś liczy około 691 mieszkańców. Jest siedzibą silskiej rady. 
Pierwsza wzmianka o wsi pochodzi z 1406. Wieś Błożew Górna, położona w powiecie przemyskim, była własnością Mikołaja Daniłowicza, została spustoszona w czasie najazdu tatarskiego w 1672 roku. W XIX wieku w rękach Kierzkowskich herbu Krzywda.
W 1921 liczyła około 850 mieszkańców. Znajdowała się w powiecie dobromilskim.
W dniu 10 listopada 1943 roku oddział UPA zamordował tutaj 14 osób narodowości polskiej.

## Ważniejsze obiekty
- Kościół rzymskokatolicki z 1840 r., należący do rzymsko-katolickiej parafii św. Wawrzyńca.